# Lerista bipes
Lerista bipes är en ödleart som beskrevs av  Fischer 1882. Lerista bipes ingår i släktet Lerista och familjen skinkar. Inga underarter finns listade i Catalogue of Life.